# Дитрих VII (граф Клеве)
Дитрих VI/VIII (нем. Dietrich VI./VIII., фр. Thierry VII de Clèves, нидерл. Diederik VIII; 1256/1257 − 4 октября 1305) — граф Клеве с 1275 года. Сын Дитриха V/VII и Аделаиды (Алеидис) фон Хайнсберг.

## Биография
Наследовал отцу в 1275 году.
В 1288 году участвовал в битве при Воррингене, завершившей войну за Лимбургское наследство.
Поддерживал хорошие отношения с королём Германии Рудольфом Габсбургским.
В 1290 году путём покупки присоединил к своим владениям Дуисбург.

## Семья
Первым браком Дитрих VI/VIII был женат на Маргарите Гельдернской (ум. 1282/87), дочери Оттона II Гельдернского и Филиппы де Даммартен, с которой был помолвлен ещё 13 мая 1260 г. От неё дети:
- Оттон (1278—1310), граф Клеве
- Катерина, монахиня в Грефентале
- Аделаида (Адельхейда) (ум. после 1320), жена Генриха IV фон Вальдека.

Вторая жена — Маргарита фон Габсбург дочь Эверхарда I фон Габсбург-Лауффенбург. От неё дети:
- Дитрих (1291—1347), граф Клеве
- Иоганн (ум. 1368), граф Клеве
- Эберхард
- Ирмгарда, жена Герхарда II фон Горна, сеньора де Первез
- Агнесса (ум. 1361), жена Адольфа VI фон Берга
- Мария, монахиня в Бедбурге
- Анна, жена Готфрида IV фон Арнсберга
- Маргарита (ум. после 1325), жена Генриха де Дампьера, сына графа Фландрии Ги де Дампьера.